# سياسة مالطا
تجري سياسة مالطا في إطار جمهورية ديمقراطية تمثيلية برلمانية ، يلعب فيها رئيس مالطا دور رئيس الدولة الدستوري. تُناط السلطة التنفيذية برئيس مالطا الذي يتولَّى التوجيه والقيادة العامة للحكومة ووظائفها، إلى جانب رئيس وزراء مالطا الذي يُمثل رئيس الوزراء ومجلس الوزراء. تُناط السلطة التشريعية ببرلمان مالطا الذي يتألف من الرئيس وبرلمان أحادي الغرفة ورئيس الهيئة التشريعية. تُمارس السلطة القضائية من قِبَل رئيس المحكمة العليا والهيئة القضائية في مالطا. منذ الاستقلال، ظلَّ النظام الانتخابي تحت سيطرة كل من الحزب الوطني الديمقراطي المسيحي والحزب الوطني ومفاهيم الديمقراطية الاشتراكية وحزب العمال.
صُنِّفت وحدة الاستخبارات الاقتصادية في مالطا بأنها «ديمقراطية معيبة» عام 2019، بعد أن عُدَّت «ديمقراطية كاملة» عام 2018.

## التطورات السياسية منذ الاستقلال
منذ الاستقلال، هيمن حزبان على السياسة في مالطا المُستقطَبة والمُقسَّمة بالتساوي خلال هذه الفترة وهما: الحزب الوطني اليميني المعتدل وحزب العمال اليساري المعتدل. وقد فشلت الأحزاب الأخرى في إحراز أي نجاح انتخابي منذ الانتخابات العامة التي جرت قبل الاستقلال عام 1962. في انتخابات عام 2013، تمكَّن البديل الديمقراطي (حزب السياسة الخضراء الذي تأسس عام 1989) من تحقيق نسبة 1.80% فقط من مجموع الأصوات الأعلى الأولى على مستوى البلاد.
أسفرت انتخابات عام 1996 عن فوز حزب العمال بأغلبية أصوت تبلغ 8000، ليحلّ محل الحزب الوطني الفائز خلال عامي 1987 و1992. لوحظت نسبة إقبال الناخبين المرتفعة على نحو مميز التي بلغت نسبة 96%، إذ حقق حزب العمال نسبة 50.72%، والحزب الوطني 47.8%، والبديل الديمقراطي 1.46%، والمرشحون المستقلون 0.02%. وفي عام 1998، أدَّت خسارة حزب العمال في التصويت البرلماني إلى دعوة رئيس الوزراء إلى إجراء انتخابات مُبكرة. وقد أعيد الحزب الوطني إلى السلطة في سبتمبر عام 1998 بتحقيقه نسبة 13000 صوتًا إلى جانب حصوله على خمسة مقاعد في البرلمان. بلغت نسبة الإقبال على التصويت حوالي 95%، وحصل الحزب الوطني على نسبة تصل إلى 51.81%، وحزب العمل 46.97%، والبديل الديمقراطي 1.21%، والمرشحون المستقلون 0.01%.
كانت الحكومة الوطنية قد اختتمت المفاوضات الخاصة بعضوية الاتحاد الأوروبي بنهاية عام 2002. وأُجري استفتاء عام حول هذه القضية في مارس 2003 إذ قام أنصار الحزبين الوطني والبديل الديمقراطي بحملة من أجل التصويت بـ«نعم» بينما قام حزب العمال بحملة مُكثَّفة من أجل التصويت بـ «لا» أو إبطال التصويت أو الامتناع عنه. بلغت نسبة الإقبال حوالي 91% إذ صوَّت أكثر من 53% منهم بـ «نعم».
زعم أنصار حزب العمال أن نسبة الأصوات التي وافقت على عضوية الاتحاد الأوروبي كانت أقل من 50% من المجموع الإجمالي للأصوات، وبالتالي، بالاستشهاد بالاستفتاء العام البريطاني – المالطي عام 1956 باعتباره مثال عن ذلك، زعم هؤلاء أن الأصوات الموافِقَة لم تفز في الواقع. وقد أفاد ألفريد سانت، زعيم حزب العمال آنذاك، بأن الانتخابات العامة التي كان من المُقرر إجراؤها في غضون شهر سوف تُحلّ هذه المسألة. مع إجراء الانتخابات العامة، عاد أنصار الحزب الوطني إلى مناصبهم بفوزهم بنسبة بلغت 51.79% من الأصوات بينما حصل حزب العمال على 47.51% منها. وقد حقق البديل الديمقراطي فوزًا بنسبة 0.68%. وهكذا، تمكَّن الحزب الوطني من تشكيل حكومة جديدة وتوقيع اتفاقية الانضمام للاتحاد الأوروبي في 16 أبريل عام 2003.
في 1 مايو عام 2004، انضمت مالطا إلى الاتحاد الأوروبي، وفي 1 يناير عام 2008 انضمت إلى منطقة اليورو ليُصبح عملة مالطا الوطنية. وقد أُجريت الانتخابات الأولى بعد العضوية في مارس 2008، ما أدَّى إلى فوز ضئيل للحزب الوطني بنسبة قدرها 49.34% من الأصوات التفضيلية الأولى. وفي مايو عام 2011، أُجري استفتاء عام على مستوى البلاد حول شرعية قانون الطلاق. وهذه كانت المرة الأولى في تاريخ البرلمان للموافقة على اقتراح صادر من خارج مجلس الوزراء.
في مارس عام 2013، انقلبت الأغلبية الضئيلة التي يتمتع بها الحزب الوطني بشكل كبير مع عودة حزب العمال إلى السلطة بعد خمسة عشر عامًا من المعارضة. حقق حزب العمال تقدمًا قياسيًا بنسبة 36 ألف صوت ما أدَّى إلى استقالة زعيم الحزب الوطني لورانس غونزي.
في يونيو عام 2017، بعد إجراء انتخابات مُبكرة من قِبَل حزب العمال في احتفالات عيد مايو (عيد العمال). عاد التفاوت غير القياسي في الأصوات الذي حققه حزب العمال عام 2013، ليبلغ نسبة نحو أربعين ألف صوت. وكان زعيم المعارضة سيمون بوستل قد أعلن استقالته بعد ذلك بقليل. وقد شهد هذا الانتخاب وجود أول حزب ثالث يُنتخب في برلمان مالطا منذ استقلالها، بانتخاب مارلين فاروجيا في المقاطعة العاشرة ممثلًا عن الحزب الديمقراطي.

## السلطة التنفيذية
بموجب دستور عام 1964، أصبحت مالطا ديمقراطية برلمانية داخل اتحاد دول الكومنولث. عُدَّت الملكة إليزابيث الثانية ملكة المملكة المتحدة صاحبة السيادة في مالطا، ويمارس الحاكم العام السلطة التنفيذية بالنيابة عنها، بينما كان التوجيه والسيطرة الفعليين للحكومة وشؤون الأمة تحت قيادة رئيس وزراء مالطا.
في 13 ديسمبر عام 1974، تم تنقيح الدستور، وأصبحت مالطا بذلك جمهورية داخل الكومنولث، مع تفويض السلطة التنفيذية لرئيس مالطا التي يمكن ممارستها بشكل مباشر أو من خلال ضباط من أتباعه. ينتخب مجلس النواب الرئيس لولاية مدتها خمس سنوات ويُعيِّن أيضًا رئيس الوزراء كرئيس للحزب بأغلبية المقاعد في مجلس النواب أحادي الغرفة، والمعروف باسم باسم كامرا تاد – ديبوتاتي في مالطا.
يقوم الرئيس أيضًا، بناءً على توصية من رئيس الوزراء، بتعيين أعضاء مجلس الوزراء. ويتم اختيار الوزراء من بين أعضاء مجلس النواب الذي يتألف عادة من 65 عضو ما لم تُمنح مقاعد إضافية للحزب الذي يحصل على أغلبية مطلقة من الأصوات وليس على أغلبية برلمانية. تُجرى الانتخابات كل 5 سنوات على الأقل والنظام الانتخابي المُستخدم هو صوت واحد قابل للتحويل.

### التقسيمات الإدارية
تنقسم مالطا إلى 68 مجلس محلي مُنتخب (بلديات) إذ يكون كل مجلس مسؤول عن إدارة المدن أو المناطق مختلفة الأحجام. تتوزع المسؤولية الإدارية بين المجالس المحلية والحكومة المركزية في فاليتا. وقد صدر قانون المجالس المحلية لعام 1993 (القانون الخامس عشر لعام 1993) في 30 يونيو عام 1993، الذي بموجبه قُسِّمت مالطا إلى 54 مجلس محلي في مالطا و14 آخرين في جزيرة غودش. ينتخب السكان المُسجلون أعضاء المجلس كل ثلاث سنوات، باعتبارهم ناخبين ضمن قائمة السجل الانتخابي للمجالس المحلية. وتجري الانتخابات عن طريق نظام التمثيل النسبي باستخدام نظام الصوت الواحد القابل للتحويل. يُعدّ المُحافظ هو رئيس المجلس المحلي وممثل عن المجلس لكافة القضايا المترتبة على هذا القانون. ويُعدّ الأمين التنفيذي، الذي يعيِّنه المجلس، هو الرئيس التنفيذي والإداري والمالي للمجلس. تُتخذ جميع القرارات بصورة جماعية إلى جانب أعضاء المجلس الآخرين. تتولَّى المجالس المحلية مسؤولية المحافظة العامة على المنطقة وعلى السكان وتعيين حراس محليين وجمع القمامة وإعداد المهام الإدارية العامة للحكومة المركزية مثل تحصيل الإيجارات والأموال والضرائب الحكومية والرَّد على الاستفسارات العامة ذات الصلة بالحكومة.
هناك أيضًا لجان إدارية مُنتخبة تكون مسؤولة عن المناطق الأصغر حجمًا.

## السلطة التشريعية
تقوم الانتخابات التي تُجرى في مجلس النواب (بالمالطية: Kamra tad-Deputati) على نظام الصوت الواحد القابل للتحويل، وهو عبارة عن نظام بديل لنظام التمثيل النسبي الانتخابي. ويتم ملء الشواغر الأولى عن طريق الانتخاب العادي بينما تُملأ الشواغر اللاحقة عن طريق الاختيار المشترك، ما يعني عدم إجراء لأي شكل من أشكال الانتخابات غير المباشرة بين انتخاب عام وآخر. ولا يمكن أن تتجاوز مدة الولاية البرلمانية خمس سنوات على الإطلاق.
يُنتخب عادةً 65 عضوًا ضمن انتخابات مجلس النواب من 13 دائرة انتخابية متعددة المقاعد إذ يُنتخب 5 نواب لكل منها. يجري انتخاب أعضاء مجلس النواب في حالتين، هما:
- عندما يحقق حزب ما نسبته 50%+1 من الأصوات الصالحة للتفضيل الأول في الانتخابات ولكنه لا يحصل على أغلبية برلمانية، فإنه بذلك يحصل على مقاعد كافية (يشغلها أفضل المرشحين من الحزب) ليحظى بأغلبية برلمانية
- عندما يتم انتخاب حزبين فقط في البرلمان ضمن انتخابات الأحزاب المتعددة ولا تتناسب القوة البرلمانية مع الأصوات التفضيلية الأولى التي حصلا عليها، وبالتالي يتم تخصيص مقاعد إضافية لتحديد التناسب

أُدخل تعديل انتخابي ثالث يضمن التناسب الدقيق فيما يتعلق بالأصوات والمقاعد في المجموعات السياسية البرلمانية.

## وصلات خارجية
- الحكومة المالطية المركزية
- مجلس النواب
- قوانين مالطا
- مجالس مالطا المحلية نسخة محفوظة 6 أغسطس 2020 على موقع واي باك مشين.
- دستور مالطا
- حزب العمال المالطي
- الحزب الوطني المالطي